# Arielle Vandenberg
Arielle Vandenberg (Condado de Los Angeles, California, 27 de setembro de 1986) é uma modelo e atriz americana.

## Carreira
Vandenberg possui contrato com a NEXT Model Management.
Arielle interpretou London Sheraton nas duas primeiras temporadas da série "Meet The Browns" e Lisa Lawson em Greek. Ela tem feito pequenos papéis em outras séries de televisão, incluindo CSI: Miami, How I Met Your Mother e Numb3rs, e apareceu em filmes como "Deu A Louca Em Hollywood" e "A Verdade Nua E Crua". Ela já atuou em vários comerciais de televisão para marcas como Mercedes-Benz. Em 2012, Vandenberg apareceu no clipe do single "R U Mine?", do grupo britânico Arctic Monkeys.
Vandenberg é uma das personalidades mais populares dos Vines com 1,6 milhões de seguidores a partir de agosto de 2015.

## Vida Pessoal
Vandenberg é filha de Dirk and DeEtte Vandenberg e cresceu em Fallbrook, California. Foi aluna do colégio Fallbrook Union. Estudou ballet, sapateado e jazz a partir dos cinco anos, e mais tarde se envolveu com o teatro.
Vandenberg mora em Los Angeles.
Vandenberg namorou o ator americano Christopher Masterson de 2008 a 2009. Em agosto de 2011, começou a namorar o músico inglês Alex Turner, vocalista da banda Arctic Monkeys. Segundo fontes, o relacionamento teria terminado em meados de fevereiro de 2014. Ela namorou o ator canadense Will Arnett por seis meses do final de 2014 até o início de 2015.